# Championnat du Nigeria de football
Le championnat du Nigeria de football  (Nigerian Premier League) a été créé en 1972.
Organisé jusqu'en 2007 en 2 groupe de 10 équipes, ce championnat prend à partir de septembre 2007 et la saison 2007/2008, une organisation du même type que les grands championnat européens avec une seule poule de 20 équipes et des matchs s'étalant de septembre à juin. 
C'est l'un des championnats les plus serrés du monde. Il est courant que les 10 premières équipes aient moins de 7 points d'écart à l'issue d'une saison. Le vainqueur du championnat et son dauphin se qualifient pour la Ligue des champions de la CAF tandis que le 3e obtient son billet pour la Coupe de la confédération.

## Palmarès
| Année | Champion                                                   |
| ----- | ---------------------------------------------------------- |
| 1972  | Mighty Jets (1)                                            |
| 1973  | Bendel Insurance (1)                                       |
| 1974  | Enugu Rangers (1)                                          |
| 1975  | Enugu Rangers (2)                                          |
| 1976  | Shooting Stars (1)                                         |
| 1977  | Enugu Rangers (3)                                          |
| 1978  | Racca Rovers (1)                                           |
| 1979  | Bendel Insurance (2)                                       |
| 1980  | Shooting Stars (2)                                         |
| 1981  | Enugu Rangers (4)                                          |
| 1982  | Enugu Rangers (5)                                          |
| 1983  | Shooting Stars (3)                                         |
| 1984  | Enugu Rangers (6)                                          |
| 1985  | New Nigeria Bank FC (1)                                    |
| 1986  | Leventis United (1)                                        |
| 1987  | Iwuanyanwu Nationale (1)                                   |
| 1988  | Iwuanyanwu Nationale (2)                                   |
| 1989  | Iwuanyanwu Nationale (3)                                   |
| 1990  | Iwuanyanwu Nationale (4)                                   |
| 1991  | Julius Berger (1)                                          |
| 1992  | Stationery Stores (1)                                      |
| 1993  | Iwuanyanwu Nationale (5)                                   |
| 1994  | BCC Lions (1)                                              |
| 1995  | Shooting Stars (4)                                         |
| 1996  | Udoji United (1)                                           |
| 1997  | Dolphin FC (1)                                             |
| 1998  | Shooting Stars (5)                                         |
| 1999  | Lobi Stars (1)                                             |
| 2000  | Julius Berger (2)                                          |
| 2001  | Enyimba FC (1)                                             |
| 2002  | Enyimba FC (2)                                             |
| 2003  | Enyimba FC (3)                                             |
| 2004  | Dolphin FC (2)                                             |
| 2005  | Enyimba FC (4)                                             |
| 2006  | Ocean Boys FC (1)                                          |
| 2007  | Enyimba FC (5)                                             |
| 2008  | Kano Pillars FC (1)                                        |
| 2009  | Bayelsa United (1)                                         |
| 2010  | Enyimba FC (6)                                             |
| 2011  | Dolphin FC (3)                                             |
| 2012  | Kano Pillars FC (2)                                        |
| 2013  | Kano Pillars FC (3)                                        |
| 2014  | Kano Pillars FC (4)                                        |
| 2015  | Enyimba FC (7)                                             |
| 2016  | Enugu Rangers (7)                                          |
| 2017  | Plateau United FC (1)                                      |
| 2018  | Championnat abandonné                                      |
| 2019  | Enyimba FC (8)                                             |
| 2020  | Championnat abandonné en raison de la pandémie de Covid-19 |
| 2021  | Akwa United FC (1)                                         |
| 2022  | Rivers United (1)                                          |
| 2023  | Enyimba FC (9)                                             |
| 2024  | Enugu Rangers (8)                                          |
| 2025  | Remo Stars (1)                                             |

## Bilan
| Club                               | Titres | Années                                               |
| ---------------------------------- | ------ | ---------------------------------------------------- |
| Enyimba FC                         | 9      | 2001, 2002, 2003, 2005, 2007, 2010, 2015, 2019, 2023 |
| Enugu Rangers                      | 8      | 1974, 1975, 1977, 1981, 1982, 1984, 2016, 2024       |
| Shooting Stars                     | 5      | 1976, 1980, 1983, 1995, 1998                         |
| Iwuanyanwu Nationale/ Heartland FC | 5      | 1987, 1988, 1989, 1990, 1993                         |
| Kano Pillars                       | 4      | 2008, 2012, 2013 et 2014                             |
| Eagle Cement/ Dolphin FC           | 3      | 1997, 2004 et 2011                                   |
| Bendel Insurance                   | 2      | 1973, 1979                                           |
| Julius Berger                      | 2      | 1991, 2000                                           |
| Mighty Jets                        | 1      | 1972                                                 |
| Racca Rovers                       | 1      | 1978                                                 |
| New Nigeria Bank FC                | 1      | 1985                                                 |
| Leventis United                    | 1      | 1986                                                 |
| Stationery Stores                  | 1      | 1992                                                 |
| BCC Lions                          | 1      | 1994                                                 |
| Udoji United                       | 1      | 1996                                                 |
| Lobi Stars                         | 1      | 1999                                                 |
| Ocean Boys FC                      | 1      | 2006                                                 |
| Bayelsa United                     | 1      | 2009                                                 |
| Plateau United FC                  | 1      | 2017                                                 |
| Akwa United FC                     | 1      | 2021                                                 |
| Rivers United                      | 1      | 2022                                                 |
| Remo Stars                         | 1      | 2025                                                 |